# Baptiste Mouazan
Baptiste Mouazan (* 27. September 2001 in Rennes) ist ein französischer Fußballspieler, der bei der US Concarneau in der Ligue 2 spielt.

## Karriere
Mouazan begann seine fußballerische Ausbildung 2010 bei Stade Rennes. 2014 spielte er für ein Jahr beim CPB Bréquigny. Im Sommer 2015 wechselte er in die Jugend des FC Lorient. In der Saison 2017/18 spielte er bereits zweimal für die zweite Mannschaft in der National 2. Auch in der Saison 2018/19 kam er zu zwei Viertligaeinsätzen. 2019/20 traf er zweimal in 14 Einsätzen für das Reserveteam. In der verkürzten Saison 2020/21 spielte er alle neun Spiele für die Amateure. Nach erneuten Top-Leistungen in der Zweitmannschaft, debütierte er am 31. Oktober 2021 (12. Spieltag) nach Einwechslung bei einer 0:4-Niederlage gegen Racing Straßburg für die Profimannschaft. Neben vielen Einsätzen in der Reserve kam er auch immer öfter bei den Profis in der Ligue 1 zum Einsatz. Im Juli 2022 wechselte der Franzose zur AS Nancy.